# Мостипан, Ульяна Николаевна
Ульяна Николаевна Мостипан (род. 31 января 1944, с. Росава, Мироновский район, Киевская область) — украинский и советский политик. Народный депутат Украины V и VI созывов. Член партии ВО «Батькивщина» с 2000 года, член политсовета, была председателем Киевской областной организации партии до 2006 года.

## Биография
С 1961 по 1965 год была старшей пионервожатой Яхновской восьмилетней школы Мироновского района, затем учителем биологии и химии Викторовской восьмилетней школы этого же района. В 1971 году избиралась председателем сельского совета, а в 1972-м — председателем правления колхоза «Победа» с. Викторовка. В 1973 году Мостипан перевели в Мироновский райком партии заведующей отделом пропаганды и агитации, а впоследствии в Киевский обком партии инструктором отдела пропаганды и агитации. С 1975 по 1983 год — председатель Ракитнянского районного совета депутатов трудящихся, а с 1983 по 1991 год — первый секретарь Ракитнянского райкома партии. За этот период была депутатом семи созывов районного и шести Киевского областного советов.
После 1991 года — заведующая отделом в Киевском областном управлении социального обеспечения населения, начальник отдела, заместитель начальника и начальник управления Министерства социальной защиты населения Украины, руководитель Управления социальной защиты населения Киевской облгосадминистрации.
В 2000 году вступила в партию ВО «Батькивщина», начала работать заместителем председателя, а затем возглавила Киевскую областную парторганизацию.
С 2006 года — народный депутат Украины 5-го , 6-го созывов, председатель подкомитета по вопросам законодательного обеспечения социальной защиты и реабилитации инвалидов Комитета Верховной Рады Украины по делам пенсионеров, ветеранов и инвалидов . Также работает в Комиссии по деятельности предприятий инвалидов при Кабинете Министров Украины.